# 48 (број)
48 је број, нумерал и име глифа који представља тај број. 48 је природан број који се јавља после броја 47, а претходи броју 49.

## У науци
- Атомски број кадмијума
- Број Птолемејевих сазвежђа
- Број симетрија коцке

## У астрономији
- Месјеов објекат Месје 48
- Спирална галаксија NGC 48

## У спорту
- Повучен број који је на Универзитету у Мичигену носио амерички председник Џералд Форд
- Укупан број минута НБА утакмице

## Остало
- Међународни позивни број за Пољску